# 東音高
東 音高（ひがし おとたか、1923年3月7日 - 2013年5月20日）は、日本の医学者。秋田大学医学部小児科の初代教授であり、チェディアック・東症候群を1956年に発見した。
東邦大学医学部第一外科教授であった東貞蔵の叔父にあたる。秋田県小児保健会会長などを務め、平成22年（2010年）には日本小児科学会賞を受賞した。
2000年、勲三等瑞宝章を受章。2013年5月20日、老衰のため死去。

## 著作
- 『小児科診断ノート』金原出版、1977年6月1日 ASIN : B000J8WWDG[6]